# Ralstonia pickettii
Ralstonia pickettii ist eine Art (Spezies) gramnegativer, stäbchenförmiges Bodenbakterien, die zu den β-Proteobakterien gehört.
R. pickettii kommt in feuchten Umgebungen wie Böden, Flüssen und Seen vor und wurde auch in Biofilmen in Wasserrohren aus Kunststoff nachgewiesen. 
Es handelt sich um einen oligotrophen Organismus, der in Gebieten mit einer sehr niedrigen Nährstoffkonzentration überleben kann. 
Von mehreren Stämmen wurde gezeigt, dass sie in einer stark mit Metallen kontaminierten Umgebung überleben können. 
Die Fähigkeit, unter diesen rauen Bedingungen zu überleben, macht R. pickettii zu einem Kandidaten für die Bioremediation.
Andererseits sind R. pickettii wie auch R. insidiosa neu auftretende Krankheitserreger in Krankenhäusern.
Diese beiden Bakterienarten können schwer voneinander zu unterscheiden sein.
Die Pathologie von R. pickettii lässt sich nicht einfach definieren. Zwar ist bislang (Stand 2013) noch nie ein völlig gesunder Mensch durch Stämme dieser Spezies erkrankt. Das Bakterium kann aber Menschen mit schlechtem Gesundheitszustand ernsthaft befallen. Mehrere Krankenhäuser haben bereits Ausbrüche gemeldet; insbesondere bei Patienten mit Mukoviszidose und Morbus Crohn wurden Infektionen mit R. picketti nachgewiesen. 
Von 55 gemeldeten Fällen einer solchen Infektion waren 2013 die meisten auf verunreinigte Lösungen wie Wasser, Kochsalzlösung und (nur) scheinbar sterile Arzneimittel zurückzuführen.
Diese Lösungen werden in der Regel bereits bei der Herstellung des Produkts verunreinigt, da R. pickettii in der Lage ist, 0,45- und 0,2-µm-Filter zu passieren, wie sie zur Sterilisierung von Arzneimitteln verwendet werden.
Die meisten Isolate von R. pickettii und R. insidiosa zeigten 2013 allerdings eine Empfindlichkeit gegenüber den meisten der getesteten Antibiotika.
Als am wirksamsten erwiesen sich Chinolon-Antibiotika und Sulfamethoxazol/Trimethoprim.

## Etymologie
Der Gattungsname Ralstonia wurde vergeben zu Ehren der amerikanischen Bakteriologin Ericka Ralston, die die Typusart erstmals beschrieb (unter der Bezeichnung Pseudomonas pickettii).
Der Präfix des Das Art-Epithetons pickettii ist Genitiv von neulateinisch picettius, meint also ‚des (Forschers) Pickett‘, benannt zu Ehren von M. J. Pickett.

## Symbiose mitRhizopus
Pilze der Gattung Rhizopus aus der Ordnung Mucorales wachsen im Boden und auf verdorbenen Lebensmitteln und sind die Ursache für Ausbrüche von Mucormycose (englisch black fungus ‚Schwarzer Pilz‘) bei COVID-19-Patienten. 
Sporen der Ordnung Mucorales sind in der Umwelt allgegenwärtig, können aber auch akute invasive Infektionen beim Menschen und anderen Mammalia (Säugetieren) verursachen, indem sie auskeimen und sich dem Immunsystem des Wirts entziehen.
Im Boden sind seine Gegner amöboiden Schleimpilze der Gattung Dictyostelium. Diese einzelligen Mikroben können sich durch den Boden bewegen und Rhizopus verschlingen, um ihm Nährstoffe zu entziehen.
In einer im Februar 2022 veröffentlichten Studie von Herbert Itabangi et al. wurde die Beziehung der Arten Rhizopus microsporus, Dictyostelium discoideum und Ralstonia pickettii zueinander untersucht.
Rhizopus sp. wehrt sich gegen den amöboiden Räuber, indem er sich mit den Ralstonia-Bakterien in einer wechselseitigen Partnerschaft (Symbiose) zusammenschließt. Die Bakterien leben im Pilz Rhizopus (Endosymbiose) und verstecken sich so vor dem Räuber. 
Im Gegenzug stellen die Bakterien ein Gift (Toxin) her, das Rhizopus sp. nutzen kann, um den Räuber zu neutralisieren und ihn daran zu hindern, das Pilz und Bakterien zu fressen.
Die menschlichen Immunzellen sind wie die anderer Säuger den räuberischen Dictyostelium-Amöben sehr ähnlich: Sie suchen nach fremden Mikroben, die in den Körper eingedrungen sind und verschlingen und zerstören diese, was einen Schutz vor solchen Infektionen darstellt. 
Das bedeutet aber, dass Rhizopus und Ralstonia die gleiche Strategie anwenden können, um räuberische Amöben im Boden zu meiden und sich unserem Immunsystem zu entziehen. 
Indem Rhizopus gelernt hat, Fressfeinde im Boden mit Hilfe der Ralstonia -Bakterien abzuwehren, hat er auch gelernt, wie er beim Menschen Krankheiten verursachen kann.
Diese Ergebnisse beschreiben somit eine neue Rolle für Ralsonia sp. als bakteriellen Endosymbionten in der Pathogenese von Rhizopus microsporus bei Tier und Mensch und deuten auf einen Mechanismus des evolutionären Virulenzerwerbs im Boden-Habitat durch Interaktionen mit Bodenamöben hin. 
Die Erkenntnis eröffnet auch ein Chance, dass infizierte Tiere und Menschen durch eine Störung der Partnerschaft Rhizopus/Ralsonia diese verheerende Krankheit überleben könnten.
Die Hoffnung ist, dass durch ein besseres Verständnis der Ökologie und der Überlebensstrategien, die Rhizopus wie auch andere mikrobielle Krankheitserreger in ihrer normalen Umgebung anwenden, diese Mikroben bekämpft werden können.